# Wilhelmina Skroczyńska
Wilhelmina Skroczyńska z domu Reznik (ur. 1898, zm. 1976) – polska urzędniczka państwowa, Sprawiedliwa wśród Narodów Świata.

## Życiorys
Wilhelmina Skroczyńska była zatrudniona w Zakładzie Ubezpieczeń Społecznych. Należała do kontrwywiadu Delegatury Rządu RP na Kraj – w jej obowiązkach mieściło się wykupywanie więźniów z Pawiaka i dostarczanie żywności radzieckim jeńcom wojennym w obozie w okolicach Małkini. W czasie okupacji mieszkała z dorosłymi dziećmi, Stefanem i Marią, na warszawskim Żoliborzu. Latem 1942 r., podczas masowych deportacji Żydów z Warszawy, Wilhelmina i jej dzieci ratowały Żydów, którzy uciekli na aryjską stronę miasta. W różnych okresach w ich mieszkaniu schroniło się 23 Żydów, m.in.: Janina Szereszewska (później Reizin), czterech członków rodziny Wyszewiańskich, Barbara Baumgarten, Eugenia Chwatt oraz chłopiec zwany Szlomo Grzywacz (później Gazit). Po stłumieniu powstania warszawskiego w październiku 1944 r. Szlomo przeniósł się do Krakowa. Skroczyńska, która w powstaniu straciła syna Stefana, a sama była teraz uchodźczynią, podjęła się poszukiwań Szlomo w Krakowie, i zaopiekowała się nim. Po wojnie Szlomo wyemigrował do Izraela, podczas gdy pozostali ocaleni przenieśli się do innych krajów.
4 czerwca 1985 r. Jad Waszem uznał pośmiertnie Wilhelminę Skroczyńską oraz jej dzieci Stefana i Marię Skroczyńską-Miklaszewską za Sprawiedliwych wśród Narodów Świata.